# توفيق النمري
توفيق النمري (10 يونيو 1918 - 23 أكتوبر 2011) مطرب أردني ولد في بلدة الحصن الواقعة في محافظة اربد، اشتهر بأغاني التراث الشعبي مع عبده موسى، قدم 750 عملا فنيا محفوظة في أرشيف الإذاعة والتلفزيون، كما قدم أعمالاً مع مشاهير الغناء العربي منها (أسمر خفيف الروح) مع الفنانة سميرة توفيق، ومع الفنان وديع الصافي (حسنك يا زين جنني، ووقلبي يهواها)، ومع الفنانة كروان دمشق أغنية (والله لأتبع محبوبي)، لحن لنجاة الصغيرة وسميرة توفيق ووديع الصافي، والأخير أغنية (ويلي ما احلاها البنت الريفية)، ولحن لنصري شمس الدين، نشر كتابات كثرة عن الموسيقى العربية

## وفاته
توفي في 23 أوكتوبر 2011 بعد مضاعفات مع المرض أدخل على إثرها وهو في غيبوبة إلى مستشفى الاستقلال في عمان ودفن في مسقط رأسه.

## مؤلفات
من أهم مؤلفاته:
- «ثقافتنا في خمسين عاماً»، بالاشتراك مع: عبد الرحمن ياغي، محمود العبادي، هاشم ياغي، محمود سيف الدين الإيراني، عيسى الناعوري، نمر سرحان، هاني العمد، توفيق النمري، عمان، منشورات دائرة الثقافة والفنون، 1972.[2]

## أوسمة
- وسام الاستقلال الأردني من الدرجة الثانية، عام 2004.[3]